# Homerland
«Homerland» або «Homǝrland» (укр. «Країна Гомера») — прем'єрна серія двадцять п'ятого сезону мультсеріалу «Сімпсони», прем'єра якої відбулась 29 вересня 2013 року у США на телеканалі «Fox».

## Сюжет
Гомер, Ленні і Карл відправляються на з'їзд ядерників. Утрьох вони використовують це як привід пиячити (починаючи ще під час поїздки до аеропорту), та зібрати якомога більше безкоштовних товарів з конвенції.

Гомера вербують

Проходять три дні, однак Ленні і Карл повертаються без Гомера. Вдома Мардж звертається за допомогою до Патті, Сельми та шефа Віґґама, щоб допомогти знайти Гомера, однак безуспішно. Через тиждень після зникнення, Гомер сам повертається до родини. На подив усіх, він став вести себе не так, як зазвичай: не їсть м'ясо, не п'є пиво і не душить Барта…

Гомер планує «підірвати АЕС»

Ліса скептично ставиться до нової поведінки батька. Підслухавши розмову між шефом Віґґамом та Апу про загрозу про терористичного акту у Спрінґфілді, дівчинка вирішує провести розслідування. Вона починає підозрювати, що Гомера викрали та завербували як мусульманина для здійснення нападу. Її підозри посилюються, коли вона помічає, що Гомер молиться на Схід, в сторону Мекки, на килимку і розглядає креслення Спрінґфілдської атомної електростанції. Їй здається, що Гомер хоче підірвати АЕС.
Ліса телефонує Енні Кроуфорд — агенту ФБР з біполярними розладом — і повідомляє їй про свої підозри. Енні вирушає до Спрінґфілда і потай намагається щось дізнатися від Гомера, але жодної конкретики він їй не дає.
Наступного дня Гомер проносить через захисні ворота на станцію великий пристрій і встановлює його в центрі управління АЕС. Його наздоганяє Ліса, яка намагається переконати Гомера не влаштовувати вибух. Однак, він каже доні, що збирається лише зупинити АЕС, щоб більше не завдавати шкоди навколишньому середовищу. Він розповідає, як все було насправді…
Повертаючись з конференції, Гомер запізнився на літак, але впіймав попутку з хіпі-екоактивістів. Ті запропонували йому розплатитись «натурою». Вони відмовили його їсти м'ясо і вилікували від алкоголізму, змусивши слухати музику групи «Grateful Dead». Також хіпі дали йому «килимок обітниці не пити», на якому Гомер бурмотів про біль у своїх колінах. Пристрій, який привіз Гомер на станцію зіпсувати систему кондиціонування, щоб вона навіки просмерділася і припинила свою роботу.
Несподівано з'являються Кроуфорд з підкріпленням, і вони оточують Гомера. Ліса, задоволена задумами батька, встигає ввімкнути пристрій…
Однак, нічого не відбувається. Містер Бернс говорить, що на станції ніколи не було справної вентиляції. За це, а також за таємний план перенести АЕС у Китай, його заарештовують і закривають станцію. Хоча Ліса сподівається, що Гомер може зберегти свою нову поведінку, та у того швидко знову з'являється бажання пити пиво через банку пива на маленькому парашуті, якою з таверни керує Мо…
Енні приймає велику дозу ліків від свого біполярного розладу, перетворюючи похмурий міський квартал у яскраву веселкову галюцинацію. Йдучи, вона відштовхує Ральфа Віґґама з дороги…
У сцені під час титрів покадрово показано, що на вечірку на честь 25 сезону «Сімпсонів» приходять інші мешканці Спрінґфілда, сім'ї Гріффінів, Смітт, Белчерів і Клівлендів (яких спочатку не пустили). Зрештою, Гомера так і не впускають, і паралізують електрошокером.

## Цікаві факти і культурні відсилання
- Сюжет, назва і постер серії — пародія на серіал «Homeland» (укр. «Батьківщина»)[1].
  - Персонаж Енні Кроуфорд — пародія на персонажа Керрі Метісон з «Батьківщини».
- У заставці Ліса грає на арфі замість звичного саксофону.

## Ставлення критиків і глядачів
Під час прем'єри серію переглянули 6,37 млн осіб з рейтингом 2.9, що зробило її найпопулярнішим шоу на каналі «Fox» тієї ночі.
Денніс Перкінс з «The A.V. Club» дав серії оцінку B- сказавши, що у серії «є кілька кумедних реплік, передмова не повністю перекриває розповідь, і все повертається на місце до наступного епізоду. Це не найгірша ознака нового сезону „Сімпсонів“…».
Тоні Сокол з «Den of Geek» дав серії три з п'яти зірок, сказавши, що це «не класичні „Сімпсони“, але все ж краще за найкращі епізоди більшості мережевих комедій».
Тереза Лопес з «TV Fanatic» дала серії чотири з п'яти зірок, сказавши:
|  | «Сімпсони» завжди чудово справлялися з пародією, і сьогоднішній вечір не став винятком. По-перше, шоу відкрилося розумною версією вступу «Батьківщини» у Спрінґфілді, після чого створило ідеальну кількість моторошних змін Гомера… Він [епізод] точно відображав спокійну зосередженість Броуді [персонажа «Батьківщини»], і це було досить кумедно. |

Згідно з голосуванням на сайті The NoHomers Club більшість фанатів оцінили серію на 3/5 із середньою оцінкою 2,81/5.